# Methanogenium marinum
Methanogenium marinum es un psicrófilo y arquea metanógena que usa dióxido de carbono y hidrógeno para producir metano. Fue aislado por primera vez de Skan Bay, Alaska.

## Descripción
Sus células son sumamente irregulares, no móviles, y poseen forma de coco con diámetros de 1 hasta 1.2 μm). Su tipo de cepa es AK-1.  Como otras especies de género Methanogenium, es estrictamente anaerobia.

## Otras lecturas
- Saunders, N. F.W. (2003). «Mechanisms of Thermal Adaptation Revealed From the Genomes of the Antarctic Archaea Methanogenium frigidum and Methanococcoides burtonii». Genome Research 13 (7): 1580-1588. ISSN 1088-9051. doi:10.1101/gr.1180903.
- Falkow, Stanley; Dworkin, Martin (2006). The prokaryotes: a handbook on the biology of bacteria. Berlin: Springer. ISBN 0-387-25493-5.
- Garrett, Roger A., and Hans-Peter Klenk, eds. Archaea: evolution, physiology, and molecular biology. Wiley.com, 2008.